# Aniello Laezza
Aniello Laezza (Napoli, 14 aprile 1973) è un ex cestista italiano.

## Carriera
Cresciuto nel vivaio della Partenope Napoli, Laezza debutta in Serie A1 all'età di 18 anni con la maglia della Scaligera Verona, con cui rimarrà in prima squadra fino al 1996. In quell'anno si trasferisce alla Pallacanestro Trieste, giocando 130 partite di campionato nei cinque anni di permanenza, disputando anche la Coppa Korać durante il suo ultimo anno nel capoluogo giuliano.
L'anno successivo scende di categoria approdando a stagione in corso in Legadue, allo Scafati Basket. Successivamente firma un contratto con la Dinamo Sassari, formazione di B1 che riuscì poi a conquistare l'accesso alla Legadue a fine anno. Nel 2003 si trasferisce alla Nuova Sebastiani Rieti dove arriva un'altra promozione in Legadue, categoria in cui torna a giocare nella prima parte del campionato seguente: nel dicembre 2004 si trasferisce infatti alla Nuova Pallacanestro Firenze. Per la stagione 2005-06 il playmaker napoletano fa ritorno a Trieste, con il club che nel frattempo era scomparso e ripartito dalle serie minori. Dopo uno scampolo di stagione trascorsa in B1 a Trapani, Laezza nel gennaio 2007 accetta l'offerta della Falconstar Monfalcone passando a giocare in Serie B Dilettanti. A seguito dell'esclusione di Monfalcone dal campionato DNB 2011/2012, Laezza passa all'APU Udine e fa il suo esordio in campionato in occasione della partita casalinga giocata al Palasport Carnera di Udine il 5 gennaio 2012 contro la Texa Roncade Basket.
A fine stagione, dopo la retrocessione di Udine in DNC, accetta di trasferirsi a Pordenone in DNC dove consegue una brillantissima promozione in DNB da protagonista.
Nella stagione 2013-14 ritorna alla Falconstar Monfalcone (C regionale).Ancora una volta protagonista, dopo una regular season quasi perfetta (33 vittorie su 34 partite), porta la Falconstar a vincere meritatamente il campionato di C regionale e ottiene la sua ottava promozione. Continua poi la carriera ben oltre i 40 anni nelle minors del Friuli-Venezia Giulia.